# Pascal Lance
Pascal Lance (Toul, Lorena, 23 de juny de 1964) és un ciclista francès, professional entre 1989 i 1997.
En el seu palmarès destaquen les quatre victòries a la Chrono des Herbiers, 1987, 1988, 1994 i 1995, i el Tour de Poitou-Charentes el 1992.

## Palmarès
- 1985
  - 1r al Circuit des Mines
  - 1r al Premi de Flandes Francesos
- 1987
  - 1r a la Chrono des Herbiers
  - 1r al Gran Premi de França
- 1988
  - 1r al Circuit des Mines
  - 1r a la Chrono des Herbiers
  - 1r a la Fletxa d'or (amb Jean-Michel Lance)
  - 1r al Gran Premi de França
- 1989
  - Vencedor d'una etapa del Tour de Valclusa
- 1990
  - Vencedor d'una etapa de la Volta a Andalusia
- 1992
  - 1r al Tour de Poitou-Charentes i vencedor d'una etapa
- 1993
  - Vencedor de 2 etapes del Tour de l'Ain
  - Vencedor d'una etapa de la Ruta del Sud
  - Vencedor d'una etapa del Circuit de La Sarthe
- 1994
  - 1r a la Chrono des Herbiers
- 1995
  - Vencedor d'una etapa del Critèrium Internacional
  - 1r a la Chrono des Herbiers
  - Vencedor d'una etapa del Circuit de La Sarthe
  - Vencedor d'una etapa del Regio Tour
- 1996
  - 1r al Gran Premi del cantó de Woippy
- 1997
  - Vencedor d'una etapa de la Cursa de la Solidaritat Olímpica

### Resultats al Tour de França
- 1990. 51è de la classificació general
- 1991. 99è de la classificació general
- 1993. 68è de la classificació general
- 1995. Abandona (9a etapa)
- 1997. Abandona (14a etapa)

### Resultats al Giro d'Itàlia
- 1992. 107è de la classificació general

### Resultats a la Volta a Espanya
- 1991. 68è de la classificació general
- 1995. Abandona (16a etapa)